# 維克托·卡馬拉薩
維克托·卡馬拉薩（西班牙語：Víctor Camarasa；1994年5月28日—）是一位西班牙足球運動員。在場上的位置是中場。他現在效力於西甲球隊贝蒂斯，曾效力萊萬特。